# مروه بولگور
مروه بول اوغور (متولد ۱۶ سپتامبر ۱۹۸۷ در استانبول) بازیگر و مدل اهل کشور ترکیه است. وی با بازی در سریال‌های آکمی کادی و کوزی گونی در میان مردم شناخته شد.

## زندگی شخصی
مروه در ۲۴ اوت ۲۰۱۵ با مورات دالکیلیچ ازدواج کرد اما پس از دو سال در تاریخ ۱۱ سپتامبر ۲۰۱۷ این زوج از یکدیگر جدا شدند.

## کارنامه هنری
| سینما و تلویزیون فیلم | سینما و تلویزیون فیلم     | سینما و تلویزیون فیلم | سینما و تلویزیون فیلم                              |
| سال                   | عنوان                     | نقش                   | یادداشت                                            |
| --------------------- | ------------------------- | --------------------- | -------------------------------------------------- |
| ۲۰۰۶                  | Keloğlan Karaprense Karşı | بیرگل                 |                                                    |
| ۲۰۰۷                  | Gomeda                    | آیشن                  |                                                    |
| ۲۰۰۸                  | Hoşçakal Güzin            | بهار                  |                                                    |
| TV series             |                           |                       |                                                    |
| سال                   | عنوان                     | نقش                   | یادداشت                                            |
| ۲۰۰۵–۲۰۰۷             | Acemi Cadı                | عایشه گل              |                                                    |
| ۲۰۰۷                  | Aşk Yeniden               | ایلول                 |                                                    |
| ۲۰۰۹                  | خاکستر و آتش              | هایال اسفندیار        |                                                    |
| ۲۰۱۰–۲۰۱۱             | Küçük Sırlar              | عایشه گل یالچین       |                                                    |
| ۲۰۱۱–۲۰۱۳             | Kuzey Güney               | زینب                  | پخش شده در ایران در شبکه GEM به نام "کوزی گونی"    |
| ۲۰۱۳–۲۰۱۴             | Muhteşem Yüzyıl           | نوربانو سلطان         | پخش شده در ایران در شبکه GEM به نام "حریم سلطان"   |
| ۲۰۱۷                  | İçimdeki Fırtına          | ازگی                  | پخش شده در ایران در شبکه We1 به نام "ماسک شیشه ای" |